# Editora Revisão
Editora Revisão é uma editora gaúcha especializada em literatura antissemita e negacionista do holocausto, além de publicar obras sobre o nazismo e o integralismo. Foi fundada em 1985, por Siegfried Ellwanger Castan.
Em 1986 o grupo Movimento Popular Antirracismo, formado pelo Movimento de Justiça e Direitos Humanos, Movimento Negro Brasileiro, e Movimento Judeu de Porto Alegre, denunciou à Coordenadoria das Promotorias Criminais que o conteúdo das obras da Editora Revisão, de Siegfried Ellwanger Castan, seria racista. Fez-se uma nova denúncia em 1990, desta vez junto à chefia da Polícia do Estado do Rio Grande do Sul, que instaurou inquérito policial, que foi remetido ao Ministério Público. A denúncia foi recebida em 1991, e foi determinada a busca e apreensão dos exemplares de diversos livros publicados por Castan, entre eles, Holocausto Judeu ou Alemão? Nos Bastidores da Mentira do Século, do próprio Castan, Hitler Culpado ou Inocente?, de Sérgio Oliveira e Os Protocolos dos Sábios de Sião, obra anônima prefaciada por Gustavo Barroso. Em 1995, Castan foi julgado e absolvido em primeira instância; contudo, em 1996 foi condenado por unanimidade pelos desembargadores da 3ª Câmara Criminal do Tribunal de Justiça do Estado do Rio Grande do Sul. Apesar da condenação, ainda em 1996, Castan foi flagrado vendendo seus livros na Feira do Livro de Porto Alegre, o que levou a uma nova denúncia, recebida em 1998, pela qual foi condenado a dois anos de prisão. Castan recorreu, argumentando que os judeus são uma etnia, e não uma raça, e que por isso o antissemitismo não seria racismo. Seu recurso foi negado e a condenação foi reiterada pelo STF em 2001.

## Livros
- Holocausto judeu ou alemão? - Siegfried Ellwanger Castan

- Carta ao papa - Léon Degrelle

- Brasil sempre - Marcopollo Giordani

- Contraponto - David Duke

- O que é REVISIONISMO? - Eduardo Arroyo

- Não a mordaça - Marcopollo Giordani

- Complô contra a igreja - Maurice Piney

- Eva Perón a razão da minha vida

- Baú de recuerdos - Galvão de A. Souza

- Eram inocentes - C.W.Porter

- Catolicismo traído - Siegfried Ellwanger Castan

- Holocausto judeu ou alemão? - Siegfried Ellwanger Castan em alemão

- Holocausto judeu ou alemão? - Siegfried Ellwanger Castan em inglês

- 11 de setembro - Renê Bourbon

- Getúlio Vargas depõe - Sérgio de Oliveira

- O cachorro história de um espião - Marcopollo Giordani

- Cristianismo em xeque - Sérgio de Oliveira

- Acabou o gás - Siegfried Ellwanger Castan

- A Face Oculta do Sacramento - Sérgio de Oliveira

- O elo secreto - Helio J. de Oliveira

- Os conquistadores do mundo - Louis Marschalko

- Tebas o pequeno campeador - Marcopollo Giordani

- A propaganda de atrocidades é uma propaganda de mentiras - Sérgio de Oliveira

- O livro Branco - editado pelo governo alemão em 1941

- Os genocídas do século xx - Sérgio de Oliveira

- Minha luta - Adolf Hitler editora Centauro (texto integral)

- Alemanha desperta - em alemão 2 edição (a primeira foi feita pelo governo alemão em 1933, acompanha um livreto da editora revisão tradução).

- Brasil colônia de banqueiros - Gustavo Barroso

- Murieran realmente seis millones? - Richard Harwood, espanhol

- A fábula do holocausto - Arthur B. Butz